# Greenleaf (Kansas)
Greenleaf és una ciutat dels Estats Units a l'estat de Kansas. Segons el cens del 2000 tenia 357 habitants.

## Demografia
Segons el cens del 2000, Greenleaf tenia 357 habitants, 171 habitatges, i 81 famílies. La densitat de població era de 299,6 habitants/km².
Dels 171 habitatges en un 18,7% hi vivien nens de menys de 18 anys, en un 39,2% hi vivien parelles casades, en un 5,3% dones solteres, i en un 52,6% no eren unitats familiars. En el 50,3% dels habitatges hi vivien persones soles el 29,8% de les quals corresponia a persones de 65 anys o més que vivien soles. El nombre mitjà de persones vivint en cada habitatge era d'1,95 i el nombre mitjà de persones que vivien en cada família era de 2,88.
Per edats la població es repartia de la següent manera: un 18,5% tenia menys de 18 anys, un 5% entre 18 i 24, un 26,1% entre 25 i 44, un 23,2% de 45 a 60 i un 27,2% 65 anys o més.
L'edat mediana era de 45 anys. Per cada 100 dones de 18 o més anys hi havia 91,4 homes.
La renda mediana per habitatge era de 25.750 $ i la renda mediana per família de 38.125 $. Els homes tenien una renda mediana de 26.250 $ mentre que les dones 16.635 $. La renda per capita de la població era de 15.084 $. Entorn del 8,3% de les famílies i el 19,5% de la població estaven per davall del llindar de pobresa.

## Poblacions més properes
El següent diagrama mostra les poblacions més properes.